# Лёве, Крис
Крис Лёве (нем. Chris Löwe; род. 16 апреля 1989, Плауэн, Карл-Маркс-Штадт) — немецкий футболист, защитник клуба «Динамо» (Дрезден).

## Карьера
Начинал тренироваться в клубе «Ваккер» из своего города. В 13 лет перешёл в «Кемницер», клуб также из Саксонии. В 18 лет был переведён из молодёжной команды в основную.
Дебютировал за клуб, который выступал в Регионаллиге Север, 17 августа 2008 года в домашнем поединке первого тура против второй команды «Энерги», который закончился вничью со счётом 1:1. Лёве вышел на поле во втором тайме, на 73-й минуте вместо Марцеля Шлоссера.
Летом 2011 года перешёл в дортмундскую «Боруссию» за 200 тысяч евро. Контракт был подписан на 3,5 года, до января 2015 года. За новый клуб дебютировал довольно быстро, так как основной левый защитник команды Марцель Шмельцер выбыл из-за травмы. 23 июня 2011 года он вышел в основном составе на матч Суперкубка против «Шальке-04», который дортмундцы проиграли по пенальти. Лёве был заменён на 77-й минуте Морицем Ляйтнером.
5 августа 2011 года дебютировал в Бундеслиге, в домашнем поединке первого тура против «Гамбурга», который завершился победой со счётом 3:1. Лёве вышел на поле в основе и был заменён на 75-й минуте Иваном Перишичем.
11 января 2013 года перешёл в стан клуба «Кайзерслаутерн» из одноимённого города, подписав контракт на три года.
20 мая 2016 года перешёл в «Хаддерсфилд Таун» за 400.000 евро. По окончании сезона 2018/19 Лёве вернулся в Германию и в мае 2019 года подписал трёхлетний контракт с «Динамо» Дрезден.

## Достижения
- Чемпион Германии: 2012
- Обладатель Кубка Германии: 2012